# Nori
Nori (japanisch 海苔, のり oder ノリ) bezeichnet essbare Meeresalgen, die als getrocknete, später geröstete, gewürzte, quadratische, papierartige Blätter verkauft werden. Dazu werden meist blattartige Rotalgen der Gattungen Porphyra und Pyropia verwendet, insbesondere Pyropia yezoensis und Pyropia tenera. Sie dienen unter anderem dazu, Sushi-Rollen herzustellen. Essbare Grünalgen werden als Aonori bezeichnet.

## Geschichte
Die früheste Schriftquelle zur Nutzung von Nori aus Porphyra- und Pyropia-Arten in Japan ist der Taihō-Kodex aus dem Jahr 701 n. Chr., der 30 Arten von Meeresprodukten auflistet, die als jährliche Steuer an den Kaiser zu entrichten waren. Nori wurde darunter in die höchste Steuerklasse eingeordnet. Während der Heian-Zeit war Nori dem Adel vorbehalten und konnte nicht auf öffentlichen Märkten erworben werden. In der Edo-Zeit wurde Nori zu einem wesentlichen Bestandteil für Makizushi. In Shinagawa wurde aus Porphyra-Arten hoshi-nori (getrocknete Blätter aus Nori) hergestellt, das heute in ganz Japan bekannt ist und noch immer in der gleichen Art produziert wird. Im Jahr 1717 begann die Kultivierung von Porphyra-Arten, weil die natürlichen Vorkommen durch die Wasserverschmutzung aufgrund der zunehmenden Einwohnerzahl Edos zurückgingen.

## Anbau und Verarbeitung

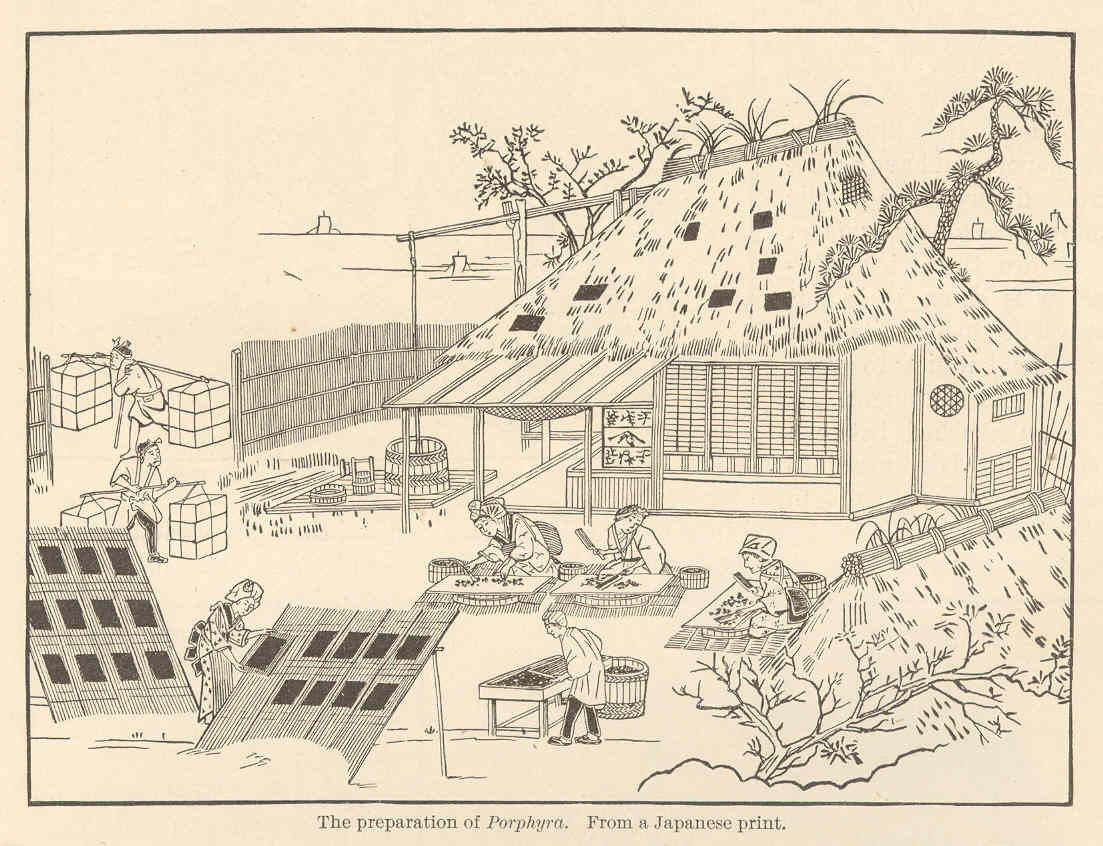
Nori-Herstellung (板海苔の生産) – nach einem japanischen Druck, 1905

Die als Nori verwendeten Algen stammen heutzutage aus Kulturen, hauptsächlich in Japan, aber auch in Korea und China. In Japan ist die Algenzucht zu Nahrungszwecken ein bedeutender Wirtschaftszweig; in der Produktionsmenge übertrifft Nori mit jährlich 400 000 Tonnen Nassgewicht alle anderen Meeresprodukte Japans, wo auch ein ständiges Überangebot an getrocknetem Nori herrscht. Nori ist die in der japanischen Küche wichtigste Algensorte. Das koreanische Äquivalent gim (kor. 김 Gim), das für Gimbap verwendet wird, ist mit dem japanischen Nori so gut wie identisch, aber in Europa meist um einiges günstiger im Handel. Die in der chinesischen Küche verwendete Sorte heißt auf Chinesisch Zǐcài (紫菜) – gewöhnlich als Küchenzutat ungewürzt oder geröstet, nicht zu verwechseln mit dem meist aus Japan importierten Kombu.
Die Verarbeitung der frischen Algen zu getrockneten Nori-Blättern ist ein hochmechanisierter Prozess geworden, welcher der Papierherstellung ähnelt. Zunächst werden die nassen Algen abgespült, kleingehackt und zu einer Suspension verrührt. Diese wird auf Matten oder Rahmen gegossen, das meiste Wasser läuft ab und die Matten durchlaufen einen Trockner, wobei Fließbandgeschwindigkeit und Temperatur dem stetig überwachten Trocknungsvorgang angepasst werden können. Anschließend werden die Blätter von den Matten abgelöst und zum Verkauf abgepackt. Das getrocknete Produkt wird hoshi-nori genannt; die geröstete Variante, yaki-nori, kann auch mit einer Mischung aus Sojasauce, Zucker, Sake und Gewürzen überpinselt sein.

## Verwendung
Nori wird überwiegend als Genussmittel verwendet, unter anderem für viele Sushi-Varianten. Es bildet die äußere Schicht von Sushirollen (Maki-Zushi, 巻き寿司) und Schiffchen-Sushi (Gunkan-Zushi). Als Temaki (手巻き) werden Nori-Blätter zu kegelförmigen Tüten gerollt und mit Reis, Gemüse und Fisch gefüllt. Für Nigirizushi (握り寿司), handgeformtes, belegtes Sushi, wird teilweise ein Nori-Streifen verwendet, um den Belag auf dem Sushi „festzubinden“, und beim Onigiri (お握り) ein Nori-Blatt darumgelegt, um das Reisbällchen besser greifen zu können. Reiscracker (Senbei) mit darumgefalteten kleinen Nori-Blättern werden als Snacks gegessen. Mit Sojasauce und süßem Reiswein zu einer dickflüssigen Masse (Nori-Tsukudani) gekocht, dient Nori als würzende, appetitanregende Zutat zu gekochtem Reis; für diese Art der Zubereitung werden meist Monostroma-, nicht Porphyra- oder Pyropia-Arten verwendet. In feine Streifen geschnitten oder zerkrümelt ist Nori auch Bestandteil verschiedener japanischer Gewürzmischungen, die Fischspeisen, Suppen, Salaten und Omeletten einen charakteristischen kräftig-würzigen Geschmack verleihen. Leicht geröstet oder gebacken und anschließend kleingeschnitten findet es auch in Furikake Verwendung – weitere typische Bestandteile solcher Mischungen sind unter anderem gerösteter Sesam und Meersalz – oder wird pur über gekochten Reis oder Nudeln gestreut. Die gleiche Alge ist zerkleinert als Mutachi bekannt.
Besonders der Trend zu Sushi-Gerichten trägt zu ihrer allgemeinen wachsenden Beliebtheit auch in Europa und Amerika bei.

## Inhaltsstoffe und gesundheitliche Aspekte
Mit einem Proteingehalt von 30 bis 50 Prozent (davon etwa 75 Prozent verdaulich) gehört Nori zu den nahrhaftesten Algenarten. Der Zuckergehalt ist mit 0,1 Prozent sehr gering, der Gehalt an Vitamin A, Vitamin C, Niacin und Folsäure dagegen hoch, wobei der Vitamin-C-Gehalt im getrockneten Produkt schnell abnehmen kann. Der Natriumgehalt ist vergleichsweise niedrig, weil das meiste Salz während des Herstellungsprozesses der Nori-Blätter ausgewaschen wird. Der charakteristische Geschmack von Nori ergibt sich durch hohe Gehalte dreier Aminosäuren: Alanin, Glutaminsäure und Glycin.
Aufgrund ihres teilweise sehr hohen Iodgehalts (Jod) sollten die Algen nur maßvoll verzehrt und bei Schilddrüsenüberfunktion gemieden werden. Auf der Suche nach möglicherweise geeigneten Vitamin-B12-Quellen für Vegetarier, die nicht nur Nahrungsmittel tierischer Herkunft, sondern auch vitaminsupplementierte Nahrung meiden, stießen Watanabe et al. auf die Koreanische Rotalge (Porphyra sp.). Nach einer Berechnung der Autoren aus dem Jahr 2014 könnte der tägliche Konsum von 4 g der getrockneten Meeresalge, die in dieser Form auch unter der kulinarischen Bezeichnung Nori bekannt ist, einen Vitaminbedarf in Höhe von 2,4 µg decken. Diese Aussage beruht auf im Jahr 2009 veröffentlichten Daten aus einer In-vitro-Verdauungssimulation, die mit getrocknetem Porphyra sp. durchgeführt wurde. Die Bioaktivität von gefriergetrocknetem Porphyra yezoensis überprüften die Autoren in einem Tierversuch, der bereits im Jahr 2001 publiziert wurde. Schon 1991 hatten Dagnelie et al. unter anderem Nori an Vitamin-B12-defizitären Kindern getestet und eine weitere Erhöhung des mittleren Erythrozyteneinzelvolumens beobachtet. Die Autoren schlossen daraus, dass die Bioverfügbarkeit des Cobalamin aus unter anderem Nori fraglich sei. Sie fanden es ungerechtfertigt, Algen und „andere pflanzliche Nahrung“ als eine sichere Vitamin-B12-Quelle zu empfehlen.